# Grong Grong (ort i Australien)
Grong Grong är en ort i Australien. Den ligger i kommunen Narrandera och delstaten New South Wales, i den sydöstra delen av landet, omkring 420 kilometer väster om delstatshuvudstaden Sydney. Antalet invånare är 536.
Runt Grong Grong är det glesbefolkat, med 11 invånare per kvadratkilometer.. Grong Grong är det största samhället i trakten.
Trakten runt Grong Grong består till största delen av jordbruksmark. Genomsnittlig årsnederbörd är 581 millimeter. Den regnigaste månaden är februari, med i genomsnitt 83 mm nederbörd, och den torraste är oktober, med 24 mm nederbörd.